# مارتین تنک
مارتین تنک (انگلیسی: Martin Tenk؛ زادهٔ ۸ فوریهٔ ۱۹۷۲) تیرانداز اهل جمهوری چک است.